# 27 mai 1940
Le lundi 27 mai 1940 est le 148e jour de l'année 1940.

## Naissances
- Bernard Muna (mort le 6 octobre 2019), homme politique camerounais
- Edmund Morris (mort le 24 mai 2019), écrivain américain
- Geneviève Delaisi de Parseval, psychanalyste et chercheuse française
- Gilberto Vendemiati, coureur cycliste italien
- Gillian Barge (morte le 19 novembre 2003), actrice britannique
- Hubert Kostka, joueur de football polonais
- Jean-Claude Piumi (mort le 24 mars 1996), footballeur français
- Jorma Suokko, joueur professionnel finlandais de hockey sur glace
- Jules-Henri Marchant (mort en 2015), metteur en scène et acteur belge
- Mariano Haro, athlète espagnol
- Pierre Bilger (mort le 4 mars 2011), homme d'affaires français
- René Koering, compositeur, producteur et metteur en scène français
- Sotsha Dlamini (mort le 7 février 2017), personnalité politique swazi

## Décès
- George Coventry (né le 10 septembre 1900), noble britannique

## Événements
- Massacre du Paradis
- Inauguration du Tōgō-jinja